# Ruth Gemmell
Ruth Katrin Gemmell (nacida en 1967) es una actriz inglesa. Protagonizó la película Fever Pitch (CITA) en 1997, a la que le siguieron papeles secundarios en las series de televisión EastEnders, Casualty, Home Fires y Penny Dreadful.  Ha interpretado a Carly Beaker, la madre del personaje principal de la franquicia Tracy Beaker desde 2004. En 2020, comenzó a interpretar a Violet, la vizcondesa viuda de Bridgerton en la serie de Netflix Bridgerton. 

## Vida y educación
Ruth Katrin Gemmell nació en Bristol y creció en el condado de Durham, primero en Barnard Castle antes de mudarse a Darlington con su madre tras el divorcio de sus padres. Tiene tres hermanos mayores y una hermana. Asistió a la escuela Polam Hall. Gemmell se mudó más tarde a Londres, donde vivía su padre, para dedicarse a la interpretación.[6] Se formó en la Academia de Arte Dramático Webber Douglas. 

## Carrera
Gemmell ha interpretado papeles tanto en teatro como en dramas televisivos. Interpretó el papel principal femenino en Fever Pitch, basada en las memorias de Nick Hornby del mismo nombre, protagonizada por Colin Firthy tuvo otro papel principal en la comedia dramática 2 January (2006). Interpretó el personaje recurrente de la detective Kerry Cox en la primera serie del procedimiento policial de la BBC Silent Witness, que se estrenó en 1996. Regresó a la serie con diferentes personajes en 2006 y 2014.
En 2004, protagonizó Movie of Me de Tracy Beaker como la madre del personaje principal. A partir de enero de 2009 se convirtió en un personaje recurrente en EastEnders como Debra Dean, la madre ausente de Whitney Dean. En agosto de 2009, protagonizó dos episodios de The Bill como Rebecca Sands.
Gemmell apareció tres veces en el drama policial de la BBC Waking the Dead, interpretando a diferentes personajes. Su primera aparición fue en 2002 en el episodio "Special Relationships" como DI Jess Worral, una ex amante de DSI Boyd. Su siguiente aparición en el programa fue en 2008, como Linda Cummings, una asesina en serie excepcionalmente inteligente. Repitió el papel de Cummings en "Endgame", el final de la octava temporada.
Gemmell protagonizó el episodio 8 del drama de la BBC de Jimmy McGovern Moving On como Joanne, en noviembre de 2010. En noviembre de 2011, Gemmell interpretó a Lady Shonagon en la adaptación para BBC Radio 4 Woman's Hour de The Pillow Book, de Robert Forrest. Apareció como Jen, la esposa de un funcionario adúltero, en el drama de Channel 4 Utopia, a principios de 2013.
En 2015, Gemmell apareció en cinco episodios de la serie de televisión Penny Dreadful como Octavia Putney. En 2020, comenzó a interpretar a Lady Violet Bridgerton en la serie de Netflix Bridgerton.
En 2021, Gemmell repitió su papel de Carly Beaker en My Mum Tracy Beaker.

## Información personal
Gemmell se casó en Westminster, Londres, en 1997 con el actor Ray Stevenson (1964-2023), a quien conoció en 1995 durante el rodaje del drama televisivo Band of Gold. La pareja se divorció en 2005.